# Авчурино (село)
Авчурино — село в Ферзиковском районе Калужской области России. Административный центр сельского поселения «Село Авчурино».

## География
Село находится в восточной части Калужской области, в зоне хвойно-широколиственных лесов, в пределах северо-западной оконечности Среднерусской возвышенности, в 2 км к северу от автодороги Р132 (Калуга — Тула — Рязань) и в 5 км к югу от автодороги 29К027 (Калуга — Серпухов), на расстоянии 12 км к юго-востоку от города Калуга, административного центра области.

### Климат
Климат характеризуется как умеренно континентальный, с тёплым летом и умеренно холодной снежной зимой. Среднегодовая многолетняя температура воздуха составляет 4 — 4,6 °С. Средняя температура воздуха самого тёплого месяца (июля) — 17,6 °C (абсолютный максимум — 35,9 °C); самого холодного (января) — −8,8 °C (абсолютный минимум — −39,3 °C). Безморозный период длится в среднем 149 дней. Среднегодовое количество атмосферных осадков составляет 650—730 мм, из которых большая часть выпадает в тёплый период. Снежный покров держится в течение 130—145 дней.

### Часовой пояс
Село Авчурино, как и вся Калужская область, находится в часовой зоне МСК (московское время). Смещение применяемого времени относительно UTC составляет +3:00.

## Население
| 2002 | 2010 | 2011 |
| ---- | ---- | ---- |
| 742  | ↗757 | ↗794 |

## Достопримечательности
В 170 м от центра села расположена усадьба Авчурино.